# ヤニサシガメ
ヤニサシガメ（Velinus nodipes ）はサシガメ科のカメムシの1種。黒くて体の表面に松ヤニを塗ってべとべとしている。

## 特徴
体長は14-15mmとほぼ中型のサシガメ類である。全体に樹脂様の粘液質をまとうことが多く、鈍い光沢がある。頭部は細くて先端が尖り、前胸との境が強くくびれる。触角は細長くて4節からなり、黒い。
その第1節は最も長く、またその基部近くでくびれて、まるでそこに節があるように見え、節の中央付近には2つの白い環状斑紋がある。第2，第3節は短く、第4節はこれらよりは長い。前胸背は中央部分でくびれ、背面中央には十文字のくぼんだ溝が出来ている。そのために前半部は左右に盛り上がりが出来ている。小楯板は小さく、その先端は小さな粒状となっており、そこが黄色くなっている。
前翅は長くて背中に畳むと先端が腹部の末端より後ろに突き出し、褐色を帯びている。腹部両側面にある結合板は上に向けて折れ、まるで腹部両端に背の低い板を立ててあるようになっている。各節の端は波打つ。歩脚は黒く、腿節は数カ所で結節のように隆起し、それらの隆起部の間は黄白色となっている。同様の隆起は不明確ながら脛節にも見られる。

## 分布
日本では本州、四国、九州と伊豆諸島の神津島から、国外では朝鮮半島と中国から知られる。

## 生態など
松林やその林縁などで生活する。松の木を中心に生活するが、スギ、ヒノキでも発見されることがある。運動は緩慢で、飛ぶこともできるが弱々しいとも。
捕食性で昆虫を餌とする。サシガメ類は一般にそうであるが、その中でも対象とする獲物の範囲が広いものと狭いものがあり、本種は広い方である。ある調査で得られた本種の獲物は以下のようなものであった。
- モンカゲロウ、カワゲラ類、マツオオアブラムシ、マツカレハ、ミツクリハバチ、マツノミドリハバチ、マツノシラホシゾウムシ、アサマルハナノミ、ムツボシテントウ、ユスリカ類、イエバエ類

越冬は5齢幼虫で行う。夏期には松の木の高いところで幼虫は生活しているが、9-10月に5齢となった幼虫は気温の低下と共に次第に松の木の根元に集まり始める。秩父地方のアカマツ林での調査では、幼虫が多いのは南斜面の松の木で、しかしその越冬部位は個々の樹の北側に集中していたという。これは北側の方が昼夜の温度変化が小さいことによると考えられる。また全体の8割の個体が地上10cm以内にいたとのこと。幼虫な後述のように粘液をまとっているので、それによって土や枯れ葉などを体にくっつけ、その上で集団を形成して越冬するものが多いという。

## 体表の粘液的物質について
本種は幼虫、成虫ともに触ってみるとねばねばしており、特に歩脚で著しい。これは粘液に体表が覆われているからで、それも松ヤニに似ていることが古くから言われてきた。和名の由来もこれであると思われる。ただしその粘液の由来については昆虫自身が分泌するものと考えられてきた。
たとえば伊藤他編著(1997)には『体全体にマツヤニ状の粘着物を分泌し』とある。またこの種の観察からマツヤニの分泌場所に口吻を差し入れていることが見られており、その成分が分泌物に反映しているという考えや、歩脚の瘤状部から分泌されるのではないかとの推測もなされた。
ところがこの粘液が分泌物ではなくマツヤニそのものであることが判明した。飼育下では容器内の松の小枝を入れ替えると、そのたびに本種がやってきて、1時間ばかりも掛けて松ヤニを自身の体に塗りつけ、これは大部分の個体に見られたという。その手順も決まっており、まず松ヤニ分泌部に来ると第1脚の先端部で松ヤニをこすり取り、それを用いて第2脚の腿節にこすりつけ、次はここから第3脚の腿節へ、および第1脚の腿節へ、最後は第3脚腿節から腹部側面と背面にこすりつける。
この間、昆虫は松ヤニの分泌部に口吻をさし込んだり触角による打診を行ったりもする。飼育下ではこのような新鮮な松の小枝の供給を止めると昆虫の体表の光沢が弱まり、それだけでなく、動きが弱まり餌もとらなくなり、次第に衰弱して死に至るといい、本種にとって必須のものであることが分かる。
なお、本種がなぜ松ヤニを体にまとうのか、その意味や効用については明らかではない。ネット上ではその粘着力で獲物を捉まえるのではないか、といった話もあるようだが、明らかにされてはいないようである。

## 類似種など
ヤニサシガメの所属するヤニサシガメ属には東アジア、東南アジアとマダガスカルから16種が知られるが、日本では本種のみである。
印象として似ているものには同じモンシロサシガメ亜科に属するシマサシガメ Sphedanolestes impressicollis とヨコヅナサシガメ Agriosphodorus dohrni があげられる。いずれも黒白まだらで腹部がやや幅広くなっている。シマサシガメは歩脚がほっそりしてでこぼこでなく、まだら模様がくっきりしており、ヨコヅナサシガメはやはり歩脚がでこぼこでなく、また腹部の幅がとても広くなっている。